# Leptogenys podenzanai
Leptogenys podenzanai is een mierensoort uit de onderfamilie van de Ponerinae. De wetenschappelijke naam van de soort is voor het eerst geldig gepubliceerd in 1895 door Carlo Emery.
De soort is genoemd naar haar ontdekker, de Italiaanse naturalist en etnograaf Giovanni Podenzana die ze verzamelde op Mount Bellenden Ker in Queensland, Australië.
Emery duidde de soort oorspronkelijk aan als Prionogenys podenzanai, waarbij Prionogenys een door hem nieuw beschreven geslacht was, sterk verwant aan Leptogenys.